# Koi Kaze
Koi Kaze (恋風?) es una serie de manga escrita e ilustrada por Motoi Yoshida. Fue publicado por la revista Evening de la editorial Kodansha desde septiembre de 2001 hasta octubre de 2004; la editorial lanzó cuatro volúmenes en formato tankōbon. El manga fue adaptado a una serie de anime para televisión de 13 episodios por el estudio A.C.G.T. La historia cuenta el romance entre los hermanos Koshiro y Nanoka.

## Argumento
Koshiro Saeki es un empleado de oficina de 27 años de edad que vive con su padre, recientemente terminó con su novia, quien lo consideraba demasiado frío. Durante su diario viaje en el tren, conoce a una chica de preparatoria que pierde su cartera, al intentar devolverla, de alguna manera terminan juntos visitando un parque de diversiones como pago del favor de devolver el objeto perdido; al terminar el paseo ambos se encuentran con Zenzo Saeki y descubren que son hermanos alejados durante un tiempo a causa de su madre. Nanoka entonces se muda con su padre y el hermano recién descubierto para atender la escuela cercana. Conforme la historia avanza, Koshiro intenta lidiar con la nueva vida como hermano de una adolescente y poco a poco va sintiendo atracción hacia ella. Con los prejuicios de la sociedad sobre su relación, ambos hermanos intentan resolver su situación, que los lleva a revelar su secreto, conocer dificultades existenciales y al final afrontar la situación de otra manera.

## Personajes
Koshiro Saeki (佐伯 耕四郎 Saeki Kōshirō?)
Voz por: Kenta Miyake
Un empleado de 27 años que vive con su padre, su madre está separada de ambos y tiene una hermana que no ha visto en años. Es un adulto normal y corriente con pocos amigos y una vida un poco aburrida.
Nanoka Kohinata (小日向 七夏 Kohinata Nanoka?)
Voz por: Yūki Nakamura
Nanoka es una estudiante de preparatoria de 15 años de edad. Se ha transferido a Tokio para vivir con su padre y su hermano mayor. Es una chica enérgica y dulce con muchas amigas.
Zenzo Saeki (佐伯 善三 Saeki Zenzō?)
Voz por: Ryōichi Tanaka
Zenzo es el padre de Koshiro y Nanoka, es un hombre histérico que se preocupa mucho por sus dos hijos.
Makie Kohinata (小日向 梢絵 Kohinata Makie?)
Voz por: Yūko Katō
Makie es la madre de Nanoka, ambas vivían juntas, una estilista que rara vez ve a su exesposo y a su hijo Koshiro.
Kaname Chidori (千鳥 要 Chidori Kaname?)
Voz por: Akemi Okamura
Kaname es la supervisora de Koshiro en la compañía donde trabajan, son de la misma edad. Casi siempre critica la negativa actitud de su compañero pero lo apoya cuando puede en asuntos personales y sentimentales.
Futaba Anzai (安西 双葉 Anzai Futaba?)
Voz por: Satomi Akesaka
Futaba es una de las amigas de Nanoka de la misma clase en la preparatoria. Lleva dos coletas y lentes.
Youko Tamaki (玉木 洋子 Tamaki Youko?)
Voz por: Risa Shimizu
Youko es una de las amigas de Nanoka pero pertenece a otra clase, lleva el cabello corto.
Shouko Akimoto (秋元 翔子 Akimoto Shouko?)
Voz por: Ryoka Yuzuki
Shouko es la exnovia de Koshiro, una chica que siempre criticaba la fría actitud del joven hacia ella.

## Manga
El manga apareció en la revista mensual Evening de la editorial Kodansha en septiembre de 2001, finalizó su serialización en octubre de 2004; los 35 capítulos fueron recopilados en 4 volúmenes en formato tankōbon y lanzados por la editorial desde marzo de 2002 hasta diciembre de 2004.

### Lista de volúmenes
| Volumen 1 | ISBN                   | Publicado           |
| Volumen 1 | ISBN 978-4-06-352004-0 | 22 de marzo de 2002 |
|           |                        |                     |

| Volumen 2 | ISBN                   | Publicado               |
| Volumen 2 | ISBN 978-4-06-352015-6 | 22 de noviembre de 2002 |
|           |                        |                         |

| Volumen 3 | ISBN                   | Publicado           |
| Volumen 3 | ISBN 978-4-06-352036-1 | 23 de julio de 2003 |
|           |                        |                     |

| Volumen 4 | ISBN                   | Publicado           |
| Volumen 4 | ISBN 978-4-06-352061-3 | 23 de marzo de 2004 |
|           |                        |                     |

| Volumen 5 | ISBN                   | Publicado               |
| Volumen 5 | ISBN 978-4-06-352091-0 | 21 de diciembre de 2004 |
|           |                        |                         |

## Anime
El manga Koi Kaze fue adaptado a una serie de anime para televisión por Geneon Entertainment y Rondo Robe, fue dirigida por Takahiro Ōmori; la serie salió al aire en TV Asahi desde el 1 de abril hasta el 17 de junio de 2004. Geneon publicó el anime en una colección de 5 volúmenes DVD en Japón entre julio y noviembre de 2004 y en Estados Unidos por Geneon USA en 2005. El tema de cierre del anime es "Futari Dakara" y fue lanzada la versión completa en CD interpretado por Masumi Itō en mayo de 2004; un CD de la banda sonora fue lanzado en julio de 2004, contiene 31 pistas compuestas por Takumi Masanori y Makoto Yoshimori, además de la versión completa del tema de apertura y cierre del anime.

### Lista de episodios
| #  | Estreno              |                     |
| -- | -------------------- | ------------------- |
| 1  | «Hatsuhana» (初花)   | 1 de abril de 2004  |
| 2  | «Shunshō» (春宵)     | 8 de abril de 2004  |
| 3  | «Kunpū» (薫風)       | 15 de abril de 2004 |
| 4  | «Yūdachi» (夕立)     | 22 de abril de 2004 |
| 5  | «Enrai» (遠雷)       | 29 de abril de 2004 |
| 6  | «Shūshi» (秋思)      | 6 de mayo de 2004   |
| 7  | «Hatsuarashi» (初嵐) | 13 de mayo de 2004  |
| 8  | «Tsuyujimo» (露霜)   | 7 de julio de 2004  |
| 9  | «Kazehana» (風花)    | 20 de mayo de 2004  |
| 10 | «Kangetsu» (寒月)    | 27 de mayo de 2004  |
| 11 | «Yokan» (余寒)       | 3 de junio de 2004  |
| 12 | «Shunrai» (春雷)     | 10 de junio de 2004 |
| 13 | «Kagerō» (陽炎)      | 17 de junio de 2004 |

## Recepción
El sitio de noticias Anime News Network definió la serie como "un trabajo que no es para cualquier gusto debido al tema que trata; con potencial de ser la serie romántica del año". En Mania.com señalaron: "con el primer tercio de la serie visto, definitivamente es una de las historias de romance prohibido mejor estructuradas del anime en mucho tiempo". En THEM Anime resolvieron que "hay millones de maneras de que una serie pueda terminar mal, pero Koi Kaze merece la mejor marca por su manejo honesto y sublime de un tema difícil y controversial".